# دانیل رابی
دانیل رابی (انگلیسی: Daniel Roby؛ زادهٔ ۲۵ اکتبر ۱۹۷۰ در مونترآل، کبک) یک کارگردان اهل کانادا است.